# ONE LOVE PROJECT
ワンラブプロジェクト株式会社（英: ONE LOVE PROJECT.inc）は、 イベント演出、特にスポーツ演出を中心に行うプロダクション会社である。

## 概要
主な事業内容は以下の通り。
- イベントの企画、演出業務
- イベントのコンサルティング業務
- ダンス事業に関わるコンサルティング業務
- キャスティング業務
- 各種チケット、金権類、衣類の売買
- オリジナル楽曲の制作
- インターネットでの広告業務
- インターネットなどを通しての通信販売業務
- スポーツ用品の販売
- 前各号に付帯する一切の業務

## 主要取引先
- トヨタ自動車
- トヨタエンタプライズ
- ヒューマンプランニング
- YG ENTERTAINMENT JAPAN
- NPO法人府中アスレティックF.C
- ASPE